# Diapetimorpha punctatoria
Diapetimorpha punctatoria là một loài tò vò trong họ Ichneumonidae.